# Gilbert Stephenson
Pour les articles homonymes, voir Stephenson.
Gilbert Owen Stephenson (13 février 1878 - 27 mai 1972) est un vice-amiral de la Royal Navy, pionnier des techniques anti-sous-marines pendant la Première Guerre mondiale, et célèbre, pendant la Seconde Guerre mondiale, en tant que directeur du principal centre de formation des équipages des escorteurs destinés à la Bataille de l'Atlantique.

## Histoire

### Enfance et début de carrière
Gilbert Stephenson est né le 13 février 1878, à Londres. Son père était un commerçant, exerçant dans les échanges entre l'Inde et le Royaume Uni En 1892, agé de 14 ans, il s'engage dans la Royal Navy et commence son apprentissage au Royal Naval College, à Dartmouth. Nommé midship, il est affecté au HMS Endymion puis HMS Forte. Sur ce dernier bâtiment, il participe à l'expédition punitive menée en 1897 au Bénin.
Promu sub-lieutenant le 15 juin 1898, il rejoint la Première Flottille de destroyers. En février 1900, il est affecté au HMS Ramillies, navire amiral de la Flotte de Méditerranée ; pour gagner Malte, il embarque sur HMS Ocean. L'année suivante, il reçoit son premier commandement, celui du torpilleur TB 90. Il reçoit les galons de lieutenant en juin 1900.

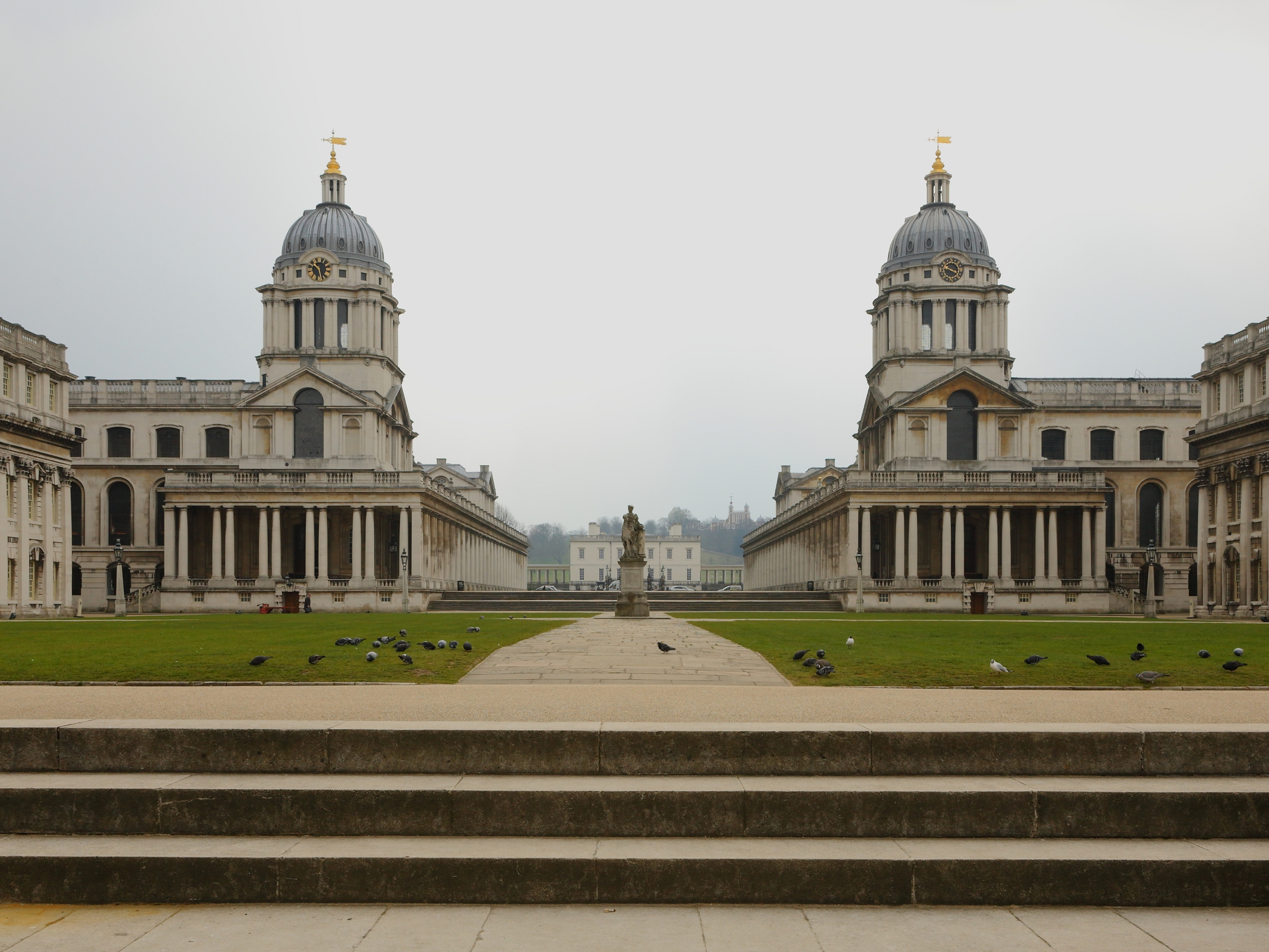
Royal Naval College, Greenwich

Ayant produit une impression favorable sur le commandant en chef de la Flotte de Méditerranée, l'amiral John Fischer, Stephenson, agé de 23 ans, reçoit le commandement du destroyer HMS Scourge. Il suit les cours de l'école de torpillage, au Royal Naval College, à Greenwich, et est ensuite affecté à l'état-major du HMS Vernon, l'école de torpillage de la Royal Navy. Il exercera ensuite les fonctions d'officier-torpilleur sur les croiseurs HMS Monmouth et HMS Black Prince. Nommé lieutenant commander, il sert comme First Lieutenant sur le cuirassé HMS Duncan. En 1912, il est promu commander,.

### Première Guerre mondiale
En août 1914, au début des hostilités, Stephenson travaille à l'Amirauté britannique, dans les bureaux du service de renseignement de la Marine, Naval Intelligence Division. Il réussit à obtenir un poste à la mer comme executive officer sur le HMS Canopus. Il participe ainsi aux opérations dans les Dardanelles, puis commande une flottille de chalutiers armés patrouillant depuis la Crète. Il prend ensuite le commandement de la canonnière HMS Hussar et, faisant fonction de captain, dirige le Barrage d'Otrante, une flottille de petites unités cherchant à contrôler la sortie de l'Adriatique et empêcher les sous-marins austro-hongrois de gagner la Méditerranée. Ce commandement lui permet d'initier l'usage des hydrophones pour détecter les sous-marins. Il est cité dans la London Gazette en décembre 1918, il est fait Compagnon de l'Ordre de St Michel et St George dans la liste de 1919. Il reçoit aussi le grade de commandeur dans l'ordre grec du Sauveur pour son action en Méditerranée et en Adriatique. Il reçoit aussi la Navy Distinguished Service Medal des Etats-Unis.
L'expérience acquise en Méditerranée et en Adriatique lui vaut son premier poste d'après-guerre, celui de Directeur de la division anti-sous-marine de l'Amirauté britannique. Il déplore que trop de ses collègues officiers restent sur ce sujet, accrochés à des idées anciennes et il essaie de faire accepter de nouvelles techniques de lutte contre les sous-marins. En 1921, il retrouve un poste à la mer, le commandement du croiseur HMS Dauntless ; en 1923, il passe sur le cuirassé HMS Revenge où il aura sous ses ordres un jeune officier nommé Louis Mountbatten.

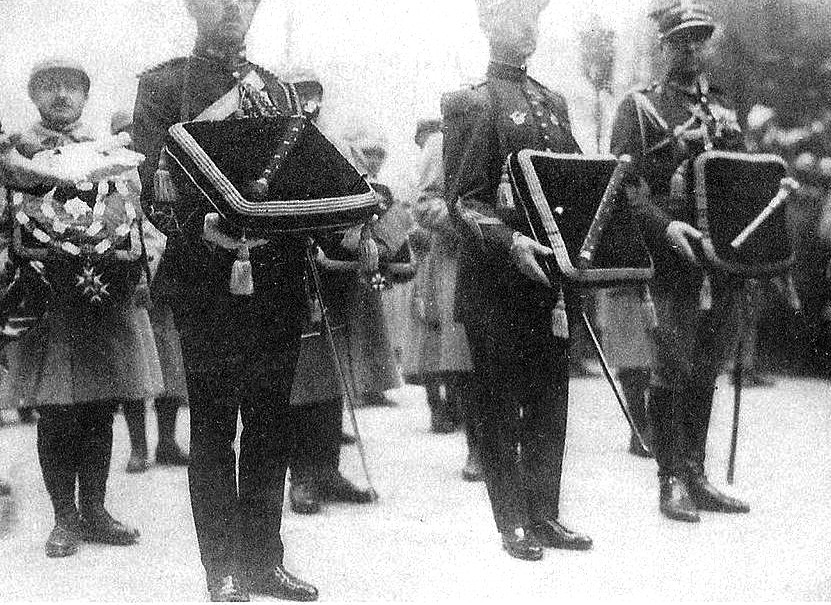
Les décorations du maréchal Foch présentées à ses funérailles : son collier de grand croix de l’ordre du Bain et ses trois bâtons de maréchal (Royaume-Uni, France et Pologne).

Il retrouve ensuite des postes à terre, tout d'abord comme chef d'état-major du Commander-in-Chief, Portsmouth, ensuite comme Commodore du HMNB Portsmouth ; à ce poste, il introduira plusieurs mesures nouvelles pour entretenir le moral comme des chorales régulièrement réunies. En 1929, il fait partie de la délégation officielle britannique pour assister aux funérailles du maréchal Foch, en tant qu'Aide-de-camp du Prince George. Plus tard dans cette même année, il est placé dans le cadre de réserve avec le grade de contre-amiral. En 1930, il est fait compagnon de l'Ordre du Bain.
De 1932 à 1935, il est secrétaire de la Navy League ; il est promu vice-amiral en 1934,. Il dirige à cette époque un club de jeunes garçons près de sa résidence dans le Hampshire ; il y gagne le surnom de "Monkey Brand", les garçons trouvant une ressemblance entre son visage mangé de barbe et celui de l’emblème d'un célèbre savon ménager.

### Seconde Guerre mondiale
Au commencement de ce nouveau conflit, Stephenson est rappelé au service avec le grade de commodore. Affecté à des postes de « commodore de convoi », il effectue plusieurs traversées. Il est aussi impliqué dans les opérations liées à l'évacuation de Dunkerque.
En 1940, Stephenson se voit confier la tâche de mettre sur pied un centre d'entraînement à Tobermory, sur l'île écossaise de Mull (Hébrides intérieures). Nommé « HMS Western Isles (en) », ce centre allait devenir, jusqu'à la fin de la guerre, l'une des principales écoles de formation à la lutte ASM pour la Royal-Navy. Ce commandement est aussi celui qui a assuré la réputation de Stephenson, dont les méthodes d'entraînement continuèrent à influencer l'enseignement de la lutte ASM jusques bien longtemps après la fin du conflit.

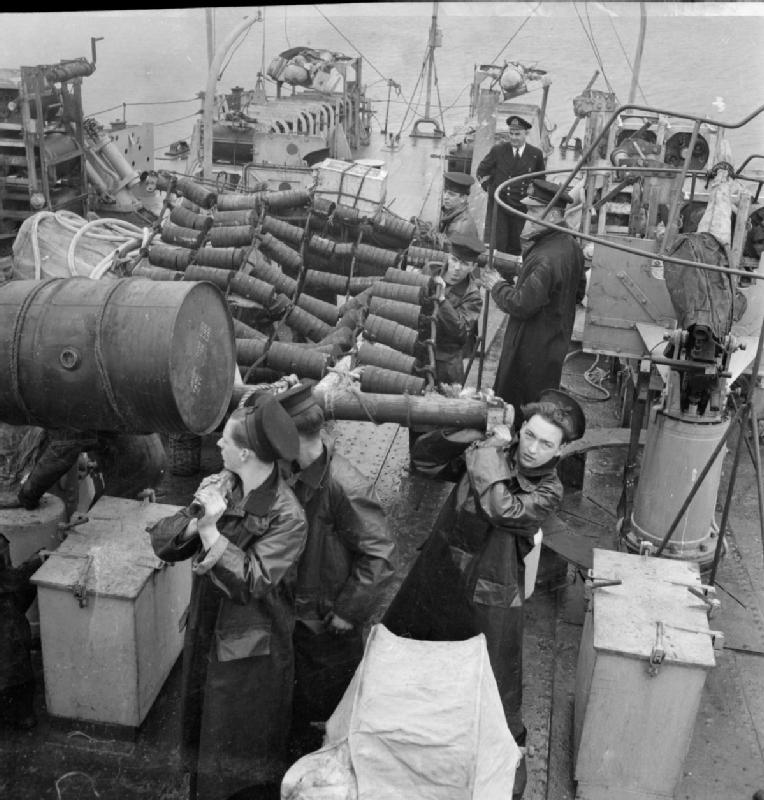
Exercice à Tobermory : fabrication d'un radeau pour l'équipage d'un escorteur torpillé (1944).

Stephenson partait du principe que l'entraînement destiné à des réservistes ou des personnels engagés pour la durée des hostilités seulement (« hostilities-only », selon la terminologie de la Royal-Navy) devait emprunter des voies différentes de celles habituellement utilisées pour les personnels habituels de la Royal-Navy. Pour lui, l'objectif principal de la formation devait être l'acquisition d'un moral de vainqueur. Les autres priorités, derrière la précédente, étaient de comprendre l'importance de la discipline, celle de la gestion efficace, enfin l'acquisition de la compétence technique, étant entendu que la compétence non associée à la volonté de vaincre est sans valeur. Il réclamait, pendant la formation, le respect d'une stricte discipline, associée à la capacité à s'adapter rapidement à des circonstances inattendues ; ce qu'il traduisait par des inspections surprise et des mises en situation obligeant les stagiaires à s'adapter rapidement aux situations qu'il donnait. De la même manière, il imposait des scénarios destinés à simuler des situations inattendues dans les entraînements des navires et des groupes d'escorte passant à Tobermory.
L'anecdote suivante est fréquemment rapportée pour illustrer les méthodes de « La Terreur de Tobermory », l'un de ses surnoms. Stephenson fait une inspection surprise sur un des navires à l'entraînement. Le gradé qui l'accueille (dont le grade et la fonction varient selon les versions) le voit jeter sur le pont sa casquette et dire : « Ceci est une bombe, non explosée, que vient de larguer un avion. Que faites-vous ? ». Le gradé saisit la casquette et la jette par-dessus-bord. Stephenson approuve cette action rapide et efficace. Désignant alors la casquette, il dit : « Ceci est un homme passé par-dessus bord. Que faites-vous ? »...

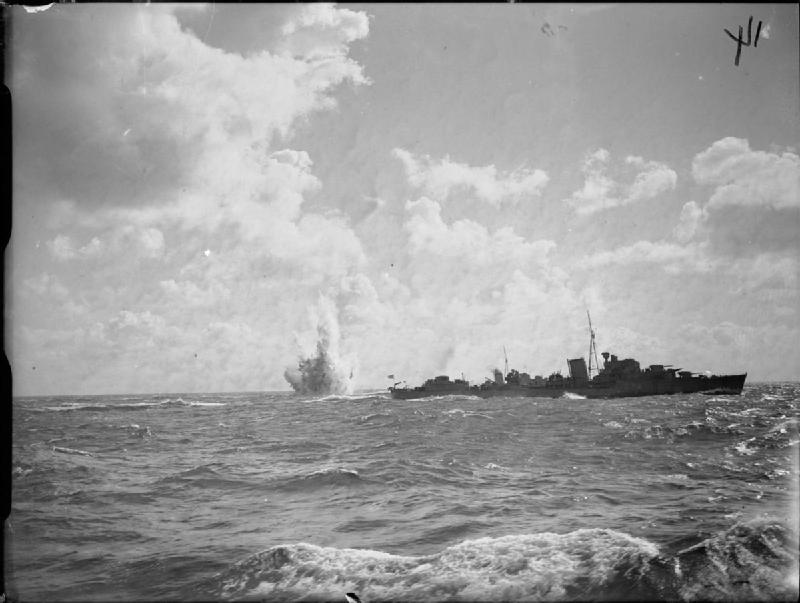
HMS Jaguar attaquant un U-boot pendant la Bataille de l'Atlantique

Stephenson avait la réputation d'être très exigeant, voire tyrannique ; un officier jugé insuffisant était remplacé avant que le navire ne termine sa formation ; cette sanction est même appliquée à certains commandants. D'un autre côté, ceux qui avaient, à ses yeux, atteint le niveau requis, le décrivaient comme d'un abord plaisant. Détesté par les stagiaires qui lui avaient attribué les sobriquets de « La Terreur de Tobermory » et « Le Singe », on doit lui reconnaître d'avoir contribué à former des marins capables de remplir efficacement leur rôle dans la Bataille de l'Atlantique. Pour cela, il est considéré comme l'un des facteurs ayant permis de renverser le cours des événements en faveur des Alliés lors de cette partie critique du conflit.
Un personnage clairement inspiré de Stephenson est décrit dans le roman de Nicholas Monsarrat : « La Mer cruelle ». Il est rapporté que Stephenson avait apprécié la manière dont était décrit ce personnage.
Pendant les quatre ans et demi où Stephenson a dirigé le centre de Tobermory, 911 navires ont participé à 1132 formations. Il est une nouvelle fois mentionné dans les dépêches en 1940 ; en 1943 il est fait chevalier de l'Ordre de l'Empire britannique ; il sera aussi promu dans l'ordre norvégien de St Olaf.
Pour la seconde fois, il fait valoir ses droits à la retraite, en 1945.

### Après-guerre
Retraité, il reste cependant très actif. En 1949, il est promu commodore honoraire du Corps des Cadets de la marine britannique (en), un poste qu'il occupera jusqu'à ses 80 ans, en 1958.
Stephenson s'était établi à Saffron Walden ; connu comme « L'Amiral », il manifestait un vif intérêt pour les affaires locales. Appointé Deputy Lieutenant du comté d'Essex en 1949, il démissionne en 1968 avec 7 de ses collègues. Son nom s'est retrouvé en 1962 dans une liste, publiée sur une pleine page du Times, en faveur d'un petit parti politique britannique, « National Fellowship (en) ».
Stephenson meurt à Saffron Walden le 27 Mai 1972, agé de 94 ans.